# 恩索科
恩索科是非洲南部國家斯威士蘭的城鎮，由盧邦博負責管轄，位於該國南部，距離拉武米薩約65公里，毗鄰與南非接壤的邊境，海拔高度182米，鎮上有機場設施，1997年人口963。
27°02′S 31°57′E / 27.033°S 31.950°E